# Périers-en-Auge
Périers-en-Auge település Franciaországban, Calvados megyében. Lakosainak száma 121 fő (2022. január 1.). Périers-en-Auge Brucourt, Cricqueville-en-Auge, Dives-sur-Mer, Grangues és Varaville községekkel határos.

## Népesség
A település népességének változása:
| Lakosok száma | 113  | 96   | 114  | 139  | 135  | 139  | 138  | 129  | 124  | 121  |
|               | 1968 | 1982 | 1990 | 2006 | 2013 | 2015 | 2017 | 2019 | 2020 | 2022 |